# Novobaroko

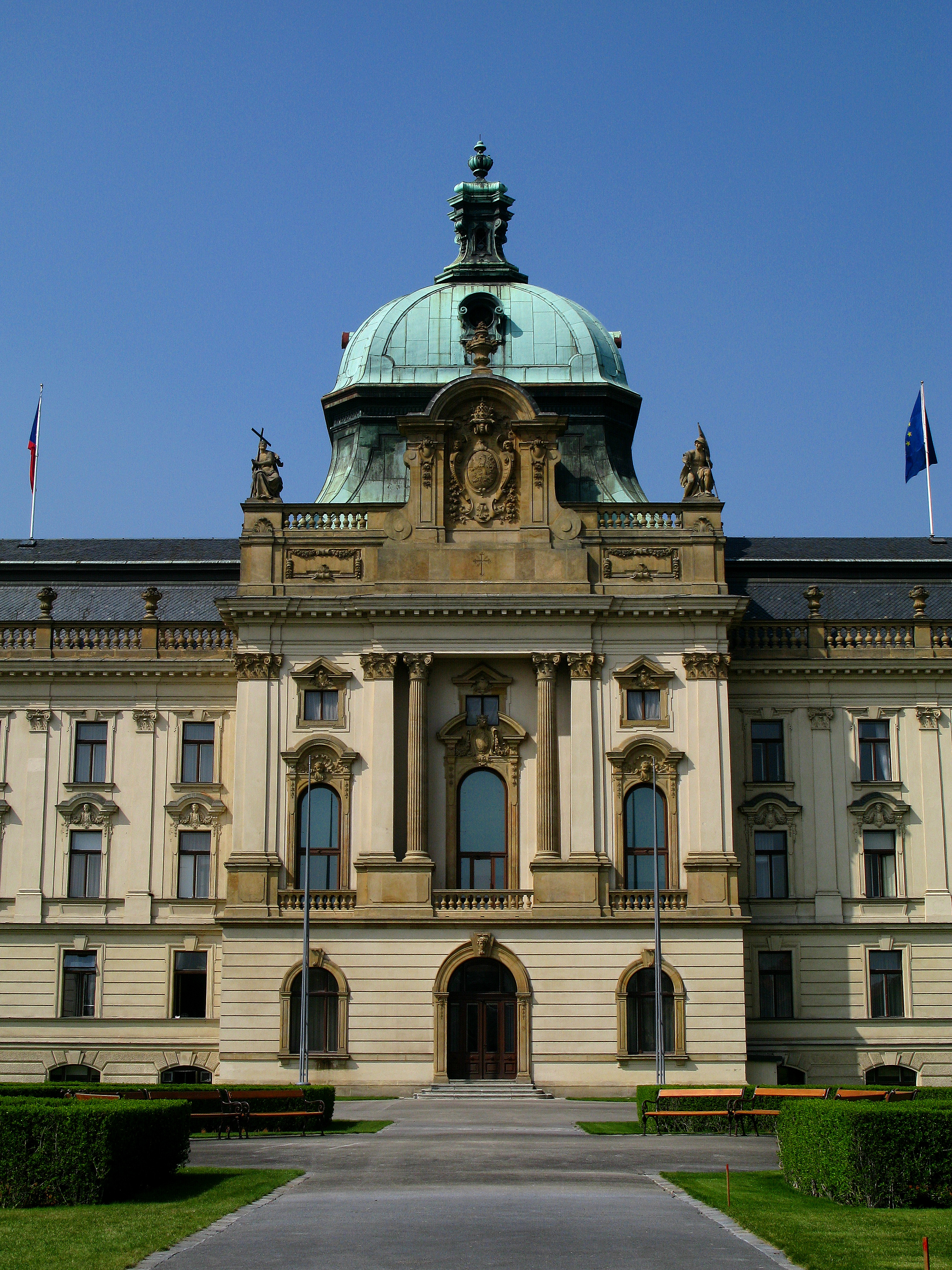
Strakova akademie

Novobaroko (neobaroko, pseudobaroko) je nejmladší z historizujících slohů. Vznikl v druhé polovině 19. století a přetrval až do 20. let 20. století. Významněji se začal prosazovat až po roce 1900. Co se týče detailů ornamentiky a členění, tvarů vikýřů a mansardových střech, čerpá tento sloh inspiraci z baroka 18. století. Z pochopitelných důvodů se historické předloze vymykají např. mnohopatrové nájemní domy, které v Praze začaly vznikat po modernizaci tehdejšího Josefova. Zajímavostí tohoto stylu je přejímání orientálních a maurských prvků a motivů pro stavby židovských synagog.

## Příklady staveb
- Divadlo Antonína Dvořáka v Ostravě
- Kostel Panny Marie Královny v Ostravě
- Kramářova vila v Praze
- Strakova akademie v Praze